# 英戈·金德瓦特
英戈·金德瓦特（德語：Ingo Kindervater，1979年1月1日—），德国男子羽毛球運動員，擅長雙打項目。

## 簡歷
2010年9月，英戈·金德瓦特出戰參加碧特博格黃金大獎賽，與约翰尼斯·斯科特勒在男子雙打決賽中以0比2（16-21、16-21）負於丹麥的對手，得到亞軍。
2013年8月，英戈·金德瓦特參加中國廣州舉行的世界羽毛球錦標賽，與约翰尼斯·斯科特勒出戰男子雙打項目，首圈以2-0淘汰紐西蘭組合晉級，但在第二圈就以1比2（21-16、14-21、10-21）不敵13號種子、中華台北的李勝木/蔡佳欣出局。

## 主要比賽成績
只列出曾進入準決賽的國際賽事成績：
| 年份   | 賽事                     | 公開賽級別 | 項目     | 拍檔               | 成績   |
| ------ | ------------------------ | ---------- | -------- | ------------------ | ------ |
| 2007年 | 碧特博格羽毛球大獎賽     | 大獎賽     | 混合雙打 | Kathrin Piotrowski | 準決賽 |
| 2007年 | 荷蘭羽毛球大獎賽         | 大獎賽     | 混合雙打 | Kathrin Piotrowski | 準決賽 |
| 2007年 | 俄羅斯羽毛球黃金大獎賽   | 黃金大獎賽 | 男子雙打 | 克里斯托夫·霍普    | 冠軍   |
| 2008年 | 比利時羽毛球國際賽       | 國際挑戰賽 | 男子雙打 | 约翰尼斯·斯科特勒  | 準決賽 |
| 2008年 | 荷蘭羽毛球大獎賽         | 大獎賽     | 男子雙打 | 麦克·福克斯        | 準決賽 |
| 2009年 | 芬蘭羽毛球公開賽         | 國際挑戰賽 | 男子雙打 | 麦克·福克斯        | 準決賽 |
| 2009年 | 荷蘭羽毛球大獎賽         | 大獎賽     | 男子雙打 | 麦克·福克斯        | 亞軍   |
| 2010年 | 歐洲羽毛球錦標賽         | 其他       | 男子雙打 | 麦克·福克斯        | 準決賽 |
| 2010年 | 碧特博格羽毛球黃金大獎賽 | 黃金大獎賽 | 男子雙打 | 约翰尼斯·斯科特勒  | 亞軍   |
| 2010年 | 比利時羽毛球國際賽       | 國際挑戰賽 | 男子雙打 | 约翰尼斯·斯科特勒  | 冠軍   |
| 2010年 | 荷蘭羽毛球大獎賽         | 大獎賽     | 男子雙打 | 约翰尼斯·斯科特勒  | 準決賽 |
| 2010年 | 法國羽毛球超級賽         | 超級賽     | 男子雙打 | 约翰尼斯·斯科特勒  | 亞軍   |
| 2010年 | 挪威羽毛球國際賽         | 國際挑戰賽 | 男子雙打 | 约翰尼斯·斯科特勒  | 冠軍   |
| 2011年 | 加拿大羽毛球大獎賽       | 大獎賽     | 男子雙打 | 约翰尼斯·斯科特勒  | 準決賽 |
| 2011年 | 荷蘭羽毛球大獎賽         | 大獎賽     | 男子雙打 | 约翰尼斯·斯科特勒  | 亞軍   |
| 2011年 | 印度羽毛球大獎賽         | 大獎賽     | 男子雙打 | 约翰尼斯·斯科特勒  | 準決賽 |
| 2012年 | 碧特博格羽毛球黃金大獎賽 | 黃金大獎賽 | 男子雙打 | 约翰尼斯·斯科特勒  | 冠軍   |
| 2013年 | 歐洲羽毛球混合團體錦標賽 | 其他       | 混合團體 | －                 | 冠軍   |
| 2014年 | 歐洲男子羽毛球團體錦標賽 | 其他       | 男子團體 | －                 | 季軍   |

| 2007-2017年 | 首要超級賽 | 超級賽 | 黃金大獎賽 | 大獎賽 | 國際挑戰賽 | 國際系列賽 | 未來系列賽 | 其他 |

| 2018-2026年 | 總決賽 | 超級1000賽 | 超級750賽 | 超級500賽 | 超級300賽 | 超級100賽 | 國際挑戰賽 | 國際系列賽 | 未來系列賽 | 其他 |

### 奧運會和世錦賽參賽紀錄
|          | 搭檔              | 2005 | 2006 | 2007 | 2008 | 2009 | 2010 | 2011 | 2012       | 2013 |
| -------- | ----------------- | ---- | ---- | ---- | ---- | ---- | ---- | ---- | ---------- | ---- |
| 男子雙打 | 克里斯托夫·霍普   | 32強 | 32強 | 48強 | －   | －   | －   | －   | －         | －   |
| 男子雙打 | 麦克·福克斯       | －   | －   | －   | －   | 32強 | 48強 | －   | －         | －   |
| 男子雙打 | 约翰尼斯·斯科特勒 | －   | －   | －   | －   | －   | －   | 32強 | 小組第三名 | 32強 |
| 男子雙打 |                   |      |      |      |      |      |      |      |            |      |
| 混合雙打 | Katrin Piotrowski | 64強 | 32強 | 32強 | －   | －   | －   | －   | －         | －   |
| 混合雙打 | 比尔吉德·奥维泽尔 | －   | －   | －   | －   | －   | 48強 | －   | －         | －   |